# Eleições federais no Canadá em 2011
A Eleição Federal Canadense de 2011 foi realizada em 2 de maio de 2011 para eleger os 308 deputados da Câmara dos Comuns do Canadá para formar o 41º Parlamento Canadense. A eleição ocorreu após a dissolução da Câmara dos Comuns pelo Governador-Geral, depois de uma moção de censura contra o governo minoritário do conservador Stephen Harper. Foi convocada em 26 de março, dias depois de os partidos de oposição rejeitarem o orçamento do governo. O governo estivera no poder por 3 anos. Se não houvessem sido convocadas em 2011, a próxima eleição geral seria realizada em 15 de outubro de 2012.
Como resultado, os conservadores de Stephen Harper conquistaram a maioria dos assentos, o que lhe permitiu formar um
governo majoritário, havendo também um grande crescimento do Novo Partido Democrático de Jack Layton formando a oposição oficial pela primeira vez em sua história. A eleição também caracterizou-se pelo enfraquecimento do Partido Liberal bem como do Bloco Quebequense, e a eleição da primeira deputada do Partido Verde.

## Cronologia
- 26 de março de 2011: Convocação da eleição
- 11 de abril de 2011: Encerramento das candidaturas às 14h
- 12 de abril de 2011: Debate dos candidatos em inglês.[3]
- 13 de abril de 2011: Debate dos candidatos em francês[4][5]
- 22, 23 e 25 de abril de 2011: Voto antecipado
- 2 de maio de 2011: Data da eleição[6]

## Resultados
O comparecimento às urnas foi estimado em aproximadamente 61,4%.
Os resultados da eleição deram vitória ao Partido Conservador do Canadá. Após haver falhado em formar um governo majoritário nas duas eleições anteriores, os conservadores obtiveram uma maioria de 12 assentos. O resultado assegura a recondução de Stephen Harper ao posto de Primeiro-Ministro, desta vez com maioria, mais estável que o governo minoritário que dirigia anteriormente.  Pela terceira vez consecutiva, o Partido Conservador é a maior força política do país, a primeira vez nos oito anos de história do Partido. É também a primeira vez que um partido de Direita obtém a maioria no Governo desde que o Partido Progressita Conservador obteve sua última maioria em 1988. Os Conservadores obtiveram 39,62% do voto popular, um aumento de 1,96%, obtendo 24 assentos a mais na Casa dos Comuns.
Na oposição, houve um grande fortalecimento do Novo Partido Democrático, recebendo mais de 30% dos votos e elegendo 103 deputados, o partido de Jack Layton torna-se a segunda maior força política do Canadá e conquista pela primeira vez o posto de Líder da Oposição Oficial. Grande parte de seus votos vieram do Quebec. Esta votação expressiva ocorreu em detrimento do Partido Liberal e do Bloco Quebequense, que viram seus votos reduzidos em comparação às eleições de 2006 e 2008. Seus chefes, Michael Ignatieff e Gilles Duceppe, respectivamente, demitiram-se dos cargos de líderes de seus partidos. O Bloco Quebequense, perdendo 43 assentos, é praticamente eliminado da Câmara dos Comuns, obtendo apenas 4 eleitos. O resultado levantou questões sobre o futuro de ambos os partidos, à medida que observadores consideraram este resultado como o início do bipartidarismo no Canadá
O Partido Verde elege sua chefe Elizabeth May, tornando-se a primeira candidata de um Partido Verde eleita a um corpo governamental no Canadá e na América do Norte.

## Tabela de resultados
| Partidos                | Partidos                      | Votos      | %    | +/-  | Deputados | +/- |
| ----------------------- | ----------------------------- | ---------- | ---- | ---- | --------- | --- |
|                         | Partido Conservador do Canadá | 5 832 401  | 39,6 | 1,9  | 166 / 308 | 23  |
|                         | Novo Partido Democrático      | 4 508 474  | 30,6 | 12,4 | 103 / 308 | 66  |
|                         | Partido Liberal do Canadá     | 2 783 175  | 18,9 | 7,4  | 34 / 308  | 43  |
|                         | Bloco Quebequense             | 889 788    | 6,0  | 4,0  | 4 / 308   | 45  |
|                         | Partido Verde                 | 576 221    | 3,9  | 2,9  | 1 / 308   | 1   |
|                         | Outros                        | 130 521    | 0,9  |      | 0 / 308   |     |
| Total                   | Total                         | 14 720 580 | 100  |      | 308 / 308 |     |
| Eleitorado/Participação | Eleitorado/Participação       | 24 257 592 | 61,1 | 2,3  |           |     |

## Resultados por província
| Província                | %    | D   | %    | D   | %    | D   | %    | D  | %    | D  |
| Província                | CON  | CON | NDP  | NDP | LIB  | LIB | BQ   | BQ | GP   | GP |
| ------------------------ | ---- | --- | ---- | --- | ---- | --- | ---- | -- | ---- | -- |
| Colúmbia Britânica       | 45,5 | 21  | 32,5 | 12  | 13,4 | 2   | -    | -  | 7,7  | 1  |
| Alberta                  | 66,8 | 27  | 16,8 | 1   | 9,3  | -   | -    | -  | 5,3  | -  |
| Saskatchewan             | 56,3 | 13  | 32,3 | -   | 8,6  | 1   | -    | -  | 2,7  | -  |
| Manitoba                 | 53,5 | 11  | 25,8 | 2   | 16,6 | 1   | -    | -  | 3,6  | -  |
| Ontário                  | 44,4 | 73  | 25,6 | 22  | 25,3 | 11  | -    | -  | 3,8  | -  |
| Quebec                   | 16,5 | 5   | 42,9 | 59  | 14,2 | 7   | 23,4 | 4  | 2,1  | -  |
| Nova Brunswick           | 43,9 | 8   | 29,8 | 2   | 22,6 | 1   | -    | -  | 3,2  | -  |
| Nova Escócia             | 36,7 | 4   | 30,3 | 3   | 28,9 | 4   | -    | -  | 4,0  | -  |
| Ilha do Príncipe Eduardo | 41,2 | 1   | 15,4 | -   | 41,0 | 3   | -    | -  | 2,4  | -  |
| Terra Nova e Labrador    | 28,4 | 1   | 32,6 | 2   | 37,9 | 4   | -    | -  | 0,9  | -  |
| Yukon                    | 33,8 | 1   | 14,4 | -   | 33,0 | -   | -    | -  | 18,9 | -  |
| Territórios do Noroeste  | 32,1 | -   | 45,8 | 1   | 18,4 | -   | -    | -  | 3,1  | -  |
| Nunavut                  | 49,9 | 1   | 19,4 | -   | 28,6 | -   | -    | -  | 2,1  | -  |
| Canadá                   | 39,6 | 166 | 30,6 | 103 | 18,9 | 34  | 6,0  | 4  | 3,9  | 1  |